# Забєльє (Єфімовське міське поселення)
Забєльє (рос. Забелье) — присілок Бокситогорського району Ленінградської області Росії. Входить до складу Єфімовського міського поселення.
Населення — 2 особи (2003 рік). 